# Route Adélie
A Route Adélie de Vitré (Estrada Adélia) é uma competição de ciclismo de um dia, que se disputa em Vitré (França ) em abril.
Foi criada em 1997 substituindo o Tour d'Armorique. Desde a criação dos Circuitos Continentais da UCI em 2005 faz parte do UCI Europe Tour, dentro da categoria 1.1. A Route Adélie, por decisão do comité organizador, retirou-se da Copa da França de ciclismo em 2008 ainda que em 2012 voltou a integrar em dita competição.

## Palmarés
| Ano  | Vencedor            | Segundo              | Terceiro             |           |
| ---- | ------------------- | -------------------- | -------------------- | --------- |
| 1996 | Marc Bouillon       | Thierry Marie        | Sergei Ivanov        |           |
| 1997 | Nicolas Jalabert    | Cyril Saugrain       | Germano Pierdomenico |           |
| 1998 | Jaan Kirsipuu       | Paul Van Hyfte       | Pascal Lino          |           |
| 1999 | Torsten Schmidt     | Nicolas Vogondy      | Max van Heeswijk     |           |
| 2000 | Laurent Brochard    | Jan Bratkowski       | Oscar Cavagnis       |           |
| 2001 | Jaan Kirsipuu       | Stéphane Heulot      | Laurent Brochard     |           |
| 2002 | Marcus Ljungqvist   | Stéphane Heulot      | Laurent Brochard     |           |
| 2003 | Sébastien Joly      | Henk Vogels          | Laurent Brochard     |           |
| 2004 | Anthony Geslin      | Sergio Marinangeli   | Pierrick Fédrigo     |           |
| 2005 | Daniele Contrini    | Moisés Aldape        | Jérôme Pineau        |           |
| 2006 | Samuel Dumoulin     | Aitor Galdós         | Anthony Geslin       |           |
| 2007 | Rémi Pauriol        | Alexander Khatuntsev | Yann Huguet          |           |
| 2008 | Kevyn Ista          | Benoît Vaugrenard    | Jérémie Galland      |           |
| 2009 | Jérôme Coppel       | David Le Lay         | Romain Feillu        |           |
| 2010 | Cyril Gautier       | Laurent Pichon       | Benoît Vaugrenard    |           |
| 2011 | Renaud Dion         | Gianni Meersman      | Steven Tronet        |           |
| 2012 | Roberto Ferrari     | Laurent Pichon       | Julien Simon         |           |
| 2013 | Alessandro Malaguti | Yauheni Hutarovich   | Justin Jules         |           |
| 2014 | Bryan Coquard       | Julien Simon         | Benoît Jarrier       |           |
| 2015 | Romain Feillu       | Nacer Bouhanni       | Timothy Dupont       |           |
| 2016 | Bryan Coquard       | Clément Venturini    | Samuel Dumoulin      |           |
| 2017 | Laurent Pichon      | Cyril Gautier        | Julien Simon         |           |
| 2018 | Silvan Dillier      | Benoît Vaugrenard    | Justin Mottier       |           |
| 2019 | Marc Sarreau        | Bram Welten          | Clément Venturini    |           |
| 2020 | cancelado           | cancelado            | cancelado            | cancelado |
| 2021 | Arvid de Kleijn     | Emmanuel Morin       | Jason Tesson         |           |
| 2022 | Axel Zingle         | Dorian Godon         | Valentin Ferron      |           |
| 2023 | Fredrik Dversnes    | Kévin Vauquelin      | Louis Barré          |           |
| 2024 | Jenthe Biermans     | Sandy Dujardin       | Alexandre Delettre   |           |
| 2025 |                     |                      |                      |           |

## Palmarés por países
Actualizado após edição de 2023
| País          | Vitórias |
| ------------- | -------- |
| França        | 15       |
| Itália        | 3        |
| Estónia       | 2        |
| Bélgica       | 2        |
| Alemanha      | 1        |
| Suécia        | 1        |
| Suíça         | 1        |
| Países Baixos | 1        |
| Noruega       | 1        |